# Cascata

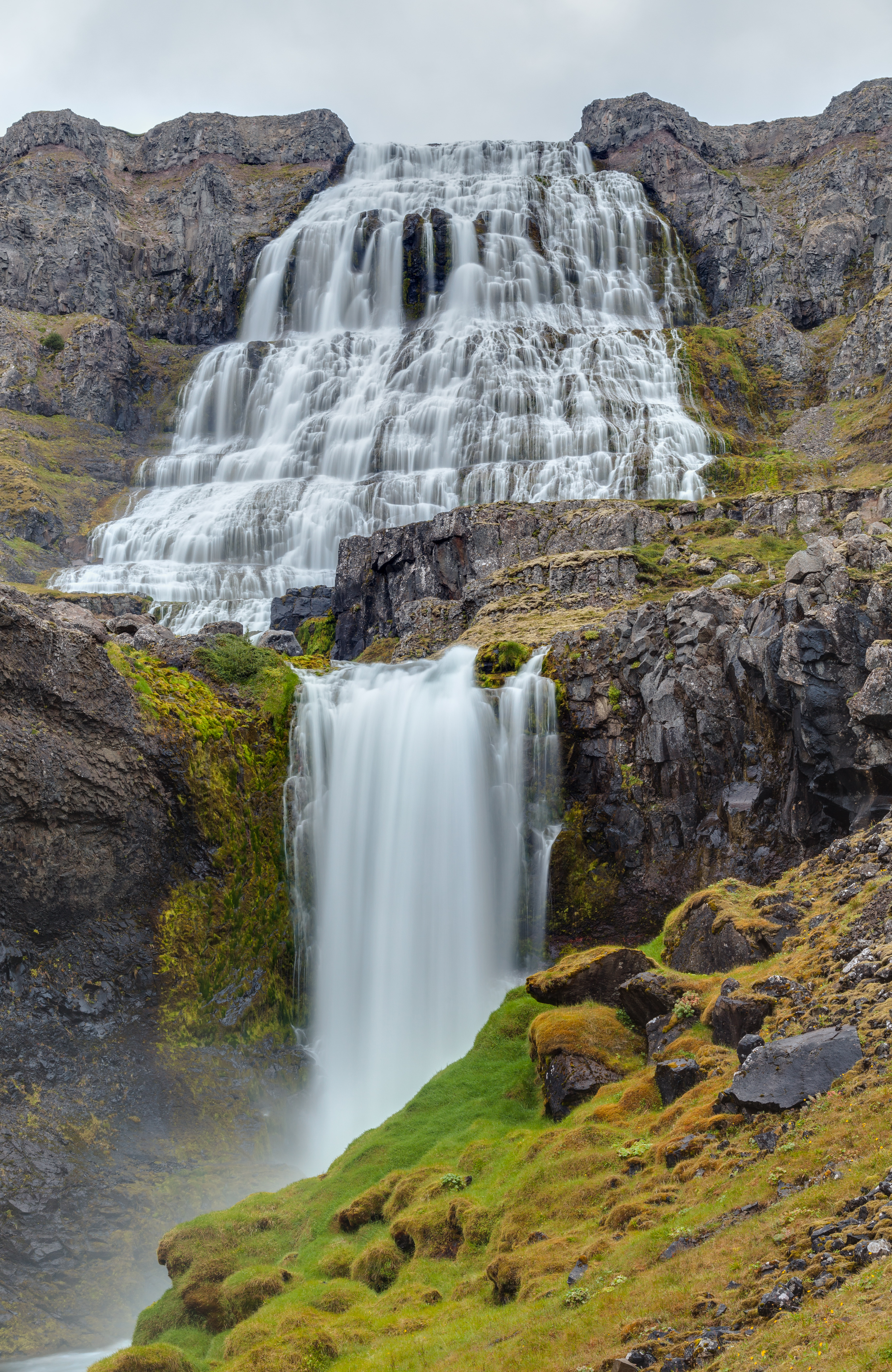
La cascata di Dynjandi in Islanda settentrionale

Una cascata è quel punto in cui l'acqua di un fiume o di un torrente, a causa di una discontinuità nel suo corso, precipita invece di scorrere come fa normalmente.

## Descrizione
Generalmente le cascate si formano lungo i corsi dei fiumi perché, in un tratto del loro corso, la parte del terreno su cui scorrono è meno resistente all'erosione rispetto alla parte più a monte; con l'andare del tempo si forma un dislivello tra le due parti e viene così generata una cascata che può crescere in altezza lentamente con il passare degli anni.
Alcune cascate si formano nell'ambiente montano dove l'erosione è più rapida e il corso della corrente può essere soggetto a cambiamenti repentini. In questi casi per la formazione della cascata non sono necessari svariati anni di erosione. In altri casi la formazione di una cascata può essere "istantanea" a causa di processi geologici molto violenti come terremoti o eruzioni vulcaniche, come nel caso dell'Islanda che possiede più di diecimila cascate.
In altri casi le cascate si formano in ambiente montano quando l'acqua delle precipitazioni piovose o dello scioglimento delle nevi anziché penetrare nel terreno come accade in suoli carsici scorre direttamente in superficie accumulandosi e confluendo in valli che poi bruscamente si interrompono con un dislivello altimetrico dando vita al salto o semplicemente scorrendo in forte quantità nei valloni.

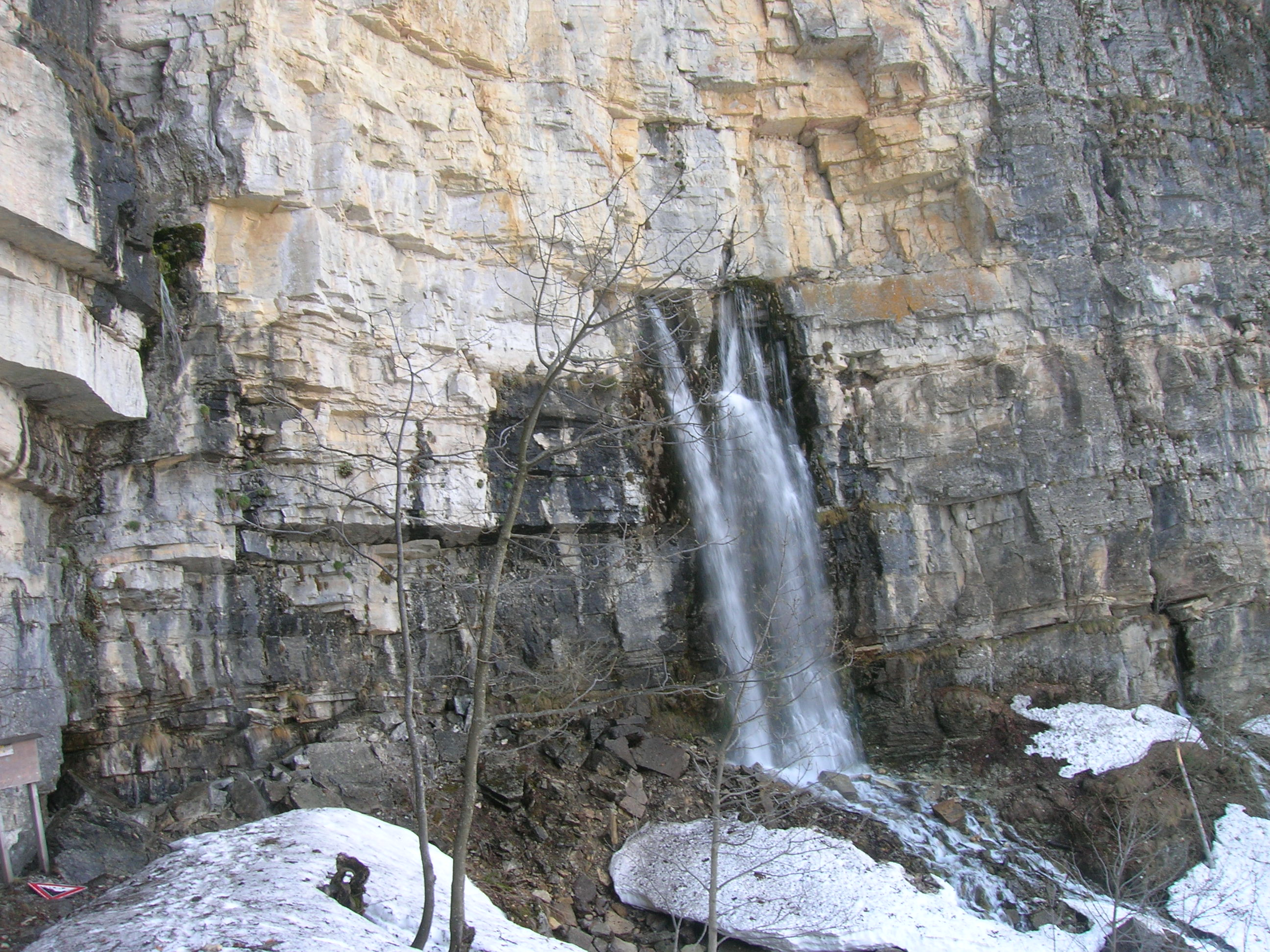
Cascate effimere del Pesio (Cuneo)

Le cascate possono anche essere artificiali, fatte per abbellire giardini o il paesaggio o dovute a chiuse e a dighe costruite per creare un lago artificiale durante il corso del fiume. Possono essere presenti anche in corsi d'acqua sotterranei all'interno di grotte.
In ogni caso le cascate sono dei fenomeni "temporanei" destinate a lungo andare ad essere distrutte dalla forza di erosione delle acque. Con il passare degli anni gli estremi delle rocce che formano la cascata sono destinati ad arretrare ed a spostarsi sempre più a monte verso le sorgenti. Alle volte sotto allo strato di substrato più duro vi è un substrato più tenero che può essere a sua volta eroso formando una caverna sotto la cascata stessa.
Si parla di "cascate effimere" quando il processo non è costante, ma si verifica solo in un determinato periodo dell'anno, ovvero a seguito di piogge o nevicate consistenti. Un esempio di cascate effimere in Italia sono quelle di Val Daone, Sottoguda e sorgenti del Pesio. Altro esempio di cascate effimere sono la Cascata Horsetail nel Parco nazionale di Yosemite in California. 

## Modello Caprock

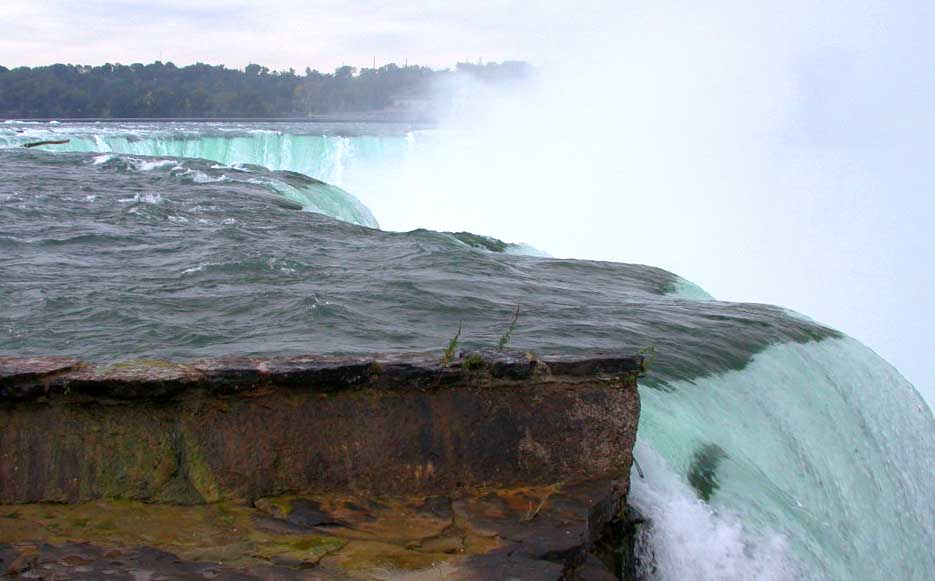
Cascata a ferro di cavallo vista da Goat Island sul lato di New York

Il modello caprock della formazione delle cascate afferma che il fiume scorre su un substrato roccioso resistente, l'erosione avviene lentamente ed è dominata dagli impatti dei sedimenti trasportati dall'acqua sulla roccia, mentre a valle l'erosione avviene più rapidamente. Man mano che il corso d'acqua aumenta la sua velocità al bordo della cascata, può strappare materiale dal letto del fiume, se il letto è fratturato o comunque più erodibile. Getti e salti idraulici alla punta di una cascata possono generare grandi forze per erodere il letto, soprattutto quando le forze sono amplificate dai sedimenti trasportati dall'acqua. Le cascate a forma di ferro di cavallo concentrano l'erosione in un punto centrale, migliorando anche il cambiamento del letto del fiume sotto le cascate.
Un processo noto come "potholing" comporta l'erosione locale di un buco potenzialmente profondo nel substrato roccioso a causa di vortici turbolenti che fanno girare le pietre sul letto, perforandolo. Sabbia e sassi trasportati dal corso d'acqua aumentano quindi la capacità di erosione. Questo fa sì che la cascata si incavi più in profondità nel letto e si ritiri a monte. Spesso, nel tempo, la cascata si ritirerà per formare un canyon a valle mentre si allontana a monte e scolpirà più in profondità la cresta sopra di essa. Il tasso di ritirata di una cascata può raggiungere un metro e mezzo all'anno.
I corsi d'acqua possono diventare più larghi e meno profondi appena sopra le cascate a causa del flusso sopra la piattaforma rocciosa, e di solito c'è un'area profonda appena sotto la cascata a causa dell'energia cinetica dell'acqua che colpisce il fondo. Tuttavia, uno studio sulla sistematica delle cascate ha riportato che le cascate possono essere più larghe o più strette sopra o sotto una cascata, quindi quasi tutto è possibile dato il giusto contesto geologico e idrologico. Le cascate si formano normalmente in una zona rocciosa a causa dell'erosione. Dopo un lungo periodo di formazione completa, l'acqua che cade dalla sporgenza si ritirerà, creando una fossa orizzontale parallela alla parete della cascata. Alla fine, man mano che la fossa diventa più profonda, la cascata crolla per essere sostituita da un tratto di letto del fiume in forte pendenza. Oltre a processi graduali come l'erosione, i movimenti della terra causati da terremoti o frane o vulcani possono portare alla formazione di cascate.

## Navigazione
Le cascate sono state da sempre un grosso ostacolo per il trasporto fluviale. In molti casi il problema è stato risolto costruendo canali artificiali che aggirano l'ostacolo. In altri casi sono state costruite delle vasche che vengono chiuse tramite sbarramenti e riempite d'acqua ogni volta che un'imbarcazione vi entra, in questo modo è possibile innalzare il natante fino al livello del fiume sopra la cascata; lo stesso principio applicato al contrario permette alle navi di discendere il fiume oltre la cascata.

## Ecologia

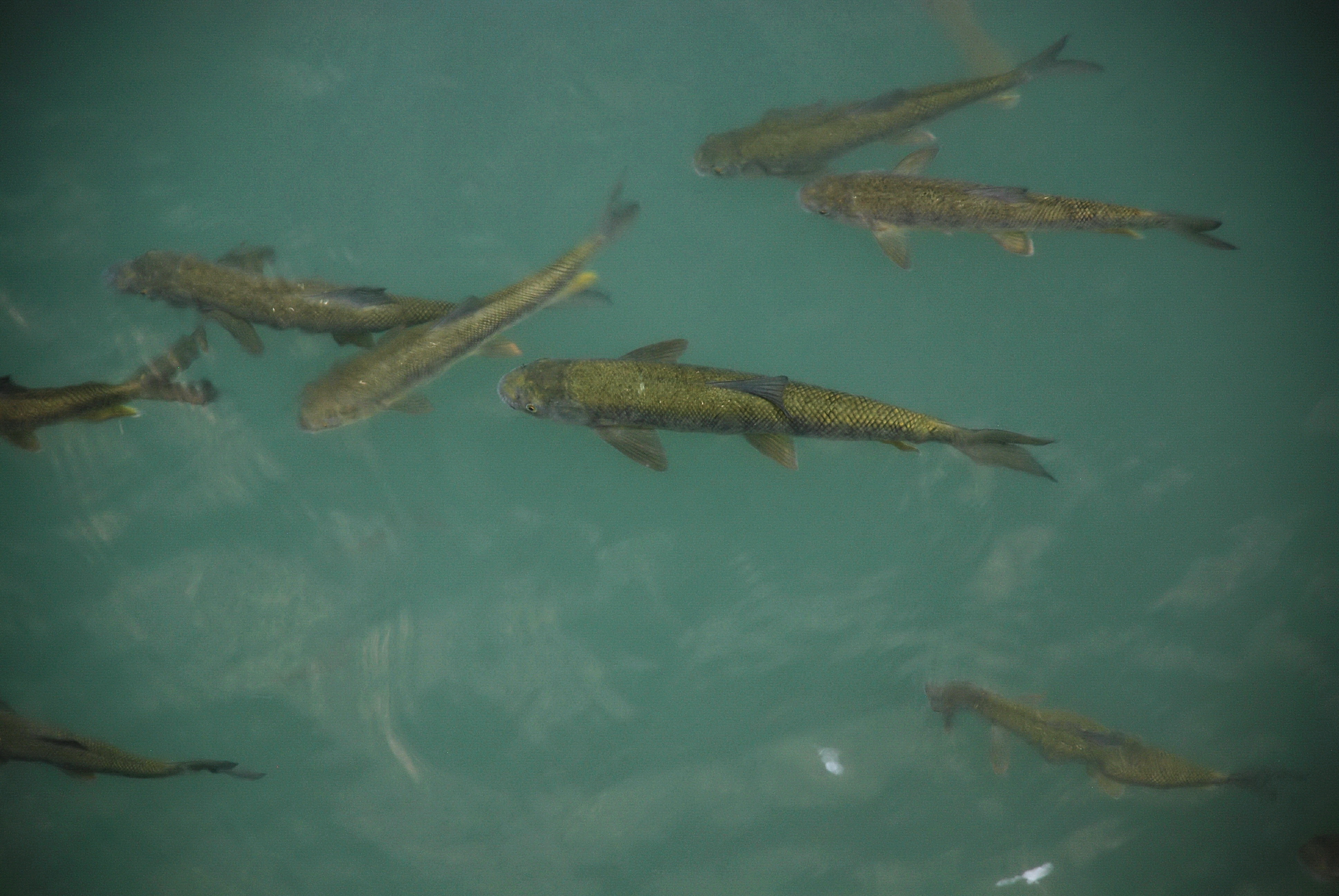
Pesci nelle Cascate del Fiume Iyun (Tanur)

Le cascate sono un fattore importante nel determinare la distribuzione di pesci e invertebrati acquatici, in quanto possono limitare la dispersione lungo i corsi d'acqua.
Tuttavia portano anche benefici a organismi terrestri. Creano infatti un piccolo microclima nelle loro immediate vicinanze caratterizzato da temperature più fresche e umidità più elevata rispetto all'area circostante, che può supportare diverse comunità di muschi ed epatiche.
Le cascate forniscono copertura per la nidificazione di diverse specie di uccelli, come il Cypseloides niger e il merlo acquaiolo golabianca. Queste specie nidificano preferenzialmente nello spazio dietro l'acqua che cade, che si suppone sia una strategia per evitare i predatori.

## Turismo

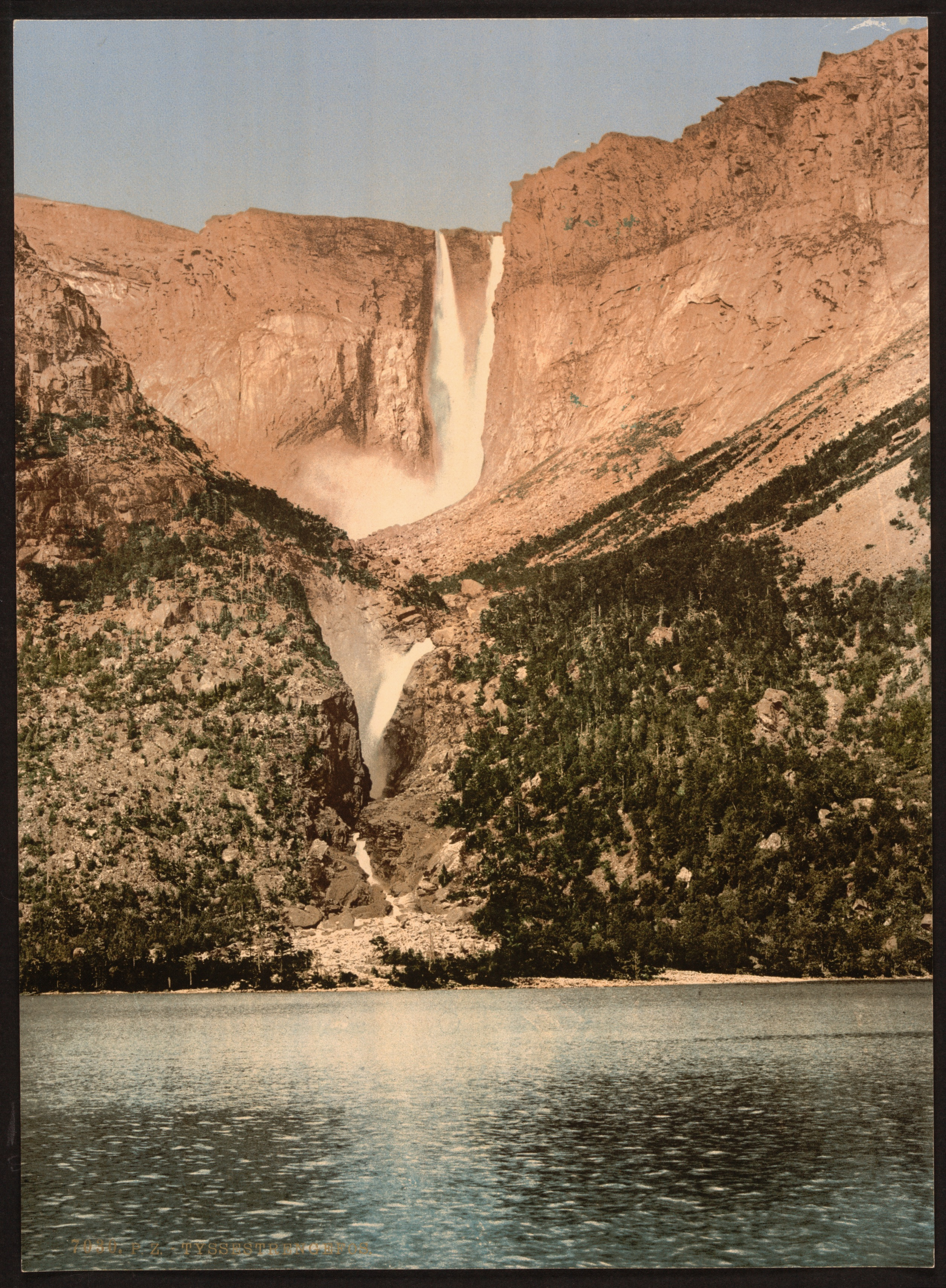
Cascate di Tyssestrengene

Le cascate sono spesso visitate dalle persone semplicemente per vederle. Hudson teorizza che siano buoni siti turistici perché generalmente sono considerati belli e relativamente rari. Le attività alle cascate possono includere balneazione, nuoto, fotografia, rafting, canyoning, discesa in corda doppia, arrampicata su roccia e arrampicata su ghiaccio. Le cascate possono anche essere siti per la generazione di energia idroelettrica e possono offrire buone opportunità di pesca.
Lo sviluppo umano ha anche minacciato molte cascate. Ad esempio, le cascate di Guaíra, un tempo una delle cascate più potenti del mondo, sono state sommerse nel 1982 da una diga artificiale, così come le cascate del Ripon nel 1952. Al contrario, altre cascate hanno visto livelli dell'acqua significativamente più bassi di conseguenza di diversione per l'energia idroelettrica, come la Tyssestrengene in Norvegia. Lo sviluppo delle aree intorno alle cascate come attrazioni turistiche ha anche distrutto lo scenario naturale intorno a molte di esse.
Le cascate sono incluse in alcuni siti del patrimonio mondiale e molte altre sono protette dai governi. Esse svolgono un ruolo in molte culture, come siti religiosi e soggetti di arte e musica. Molti artisti hanno dipinto cascate e sono citate in molte canzoni, come quelle del popolo Kaluli in Papua Nuova Guinea.

## Tipologie
| Tipo              | Aspetto | Descrizione |
| ----------------- | ------- | --- |
| A sporgenza       |         | L'acqua scende attraverso una scogliera verticale, mantenendo un contatto parziale con il substrato roccioso. Possono essere di tre tipi: - A blocco: L'acqua scende da un ruscello o fiume relativamente ampio. - Classica: cascate di sporgenza dove l'altezza di caduta è quasi uguale alla larghezza del torrente, creando una forma quadrata verticale. - A tenda: Cascate di sporgenza che scendono per un'altezza maggiore della larghezza del flusso d'acqua in caduta. |
| A tuffo           |         | L'acqua in rapido movimento discende verticalmente, perdendo il contatto con la superficie rocciosa. |
| A ciotola         |         | L'acqua scende in una forma ristretta e poi si diffonde in una vasca più ampia. Detta Punch Bowl Falls, è una cascata nella Columbia River Gorge National Scenic Area in Oregon. |
| A coda di cavallo |         | L'acqua discendente mantiene il contatto con il substrato roccioso per la maggior parte del tempo. Possono essere di due tipi: - A scivolo: una grande quantità d'acqua che attraversa un passaggio stretto e verticale. - A ventilatore: L'acqua si diffonde orizzontalmente mentre scende rimanendo a contatto con il substrato roccioso. |
| A gradini         |         | L'acqua scende una serie di gradini rocciosi (detta anche "cascade"). |
| A scala           |         | Una serie di cascate una dopo l'altra più o meno della stessa dimensione, ciascuna con la propria vasca. |
| Cateratta         |         | Una cascata grande e potente. |
| Segmentata        |         | Mentre discende, si formano flussi d'acqua nettamente separati. |
| Mulino glaciale   |         | Una cascata in un ghiacciaio. |

## Cascate rovesciate, invertite o al contrario
Si trattano di normali cascate, ma che per via della particolare conformazione del territorio, il vento viene incanalato e energizzato in direzione opposta alla caduta dell'acqua, portando al fenomeno (non presente in modo continuativo) che porta la stessa a risalire la cascata e polverizzarsi nell'aria, facendo di fatto sparire la cascata in aria. I luoghi dove sono stati registrati questi fenomeni sono, Royal National Park di Bundeena in Australia, Kurnell a sud del Kamay Botany Bay National Park di Sydney, nella zona della Cumbria in Inghilterra, nella regione del Maule in Cile lungo il percorso che porta a Paso Pehuenche

## Galleria d'immagini

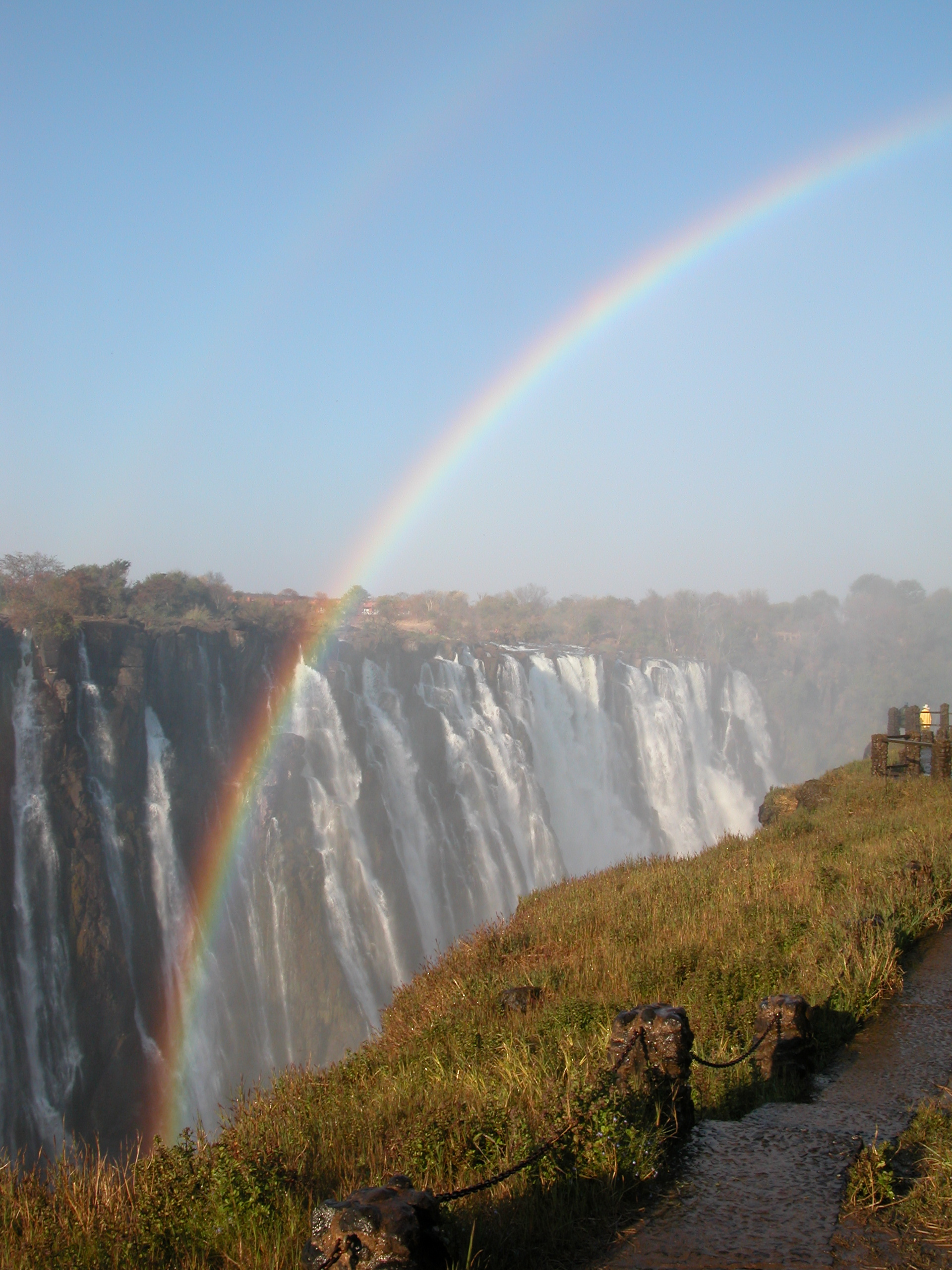
Cascate Vittoria
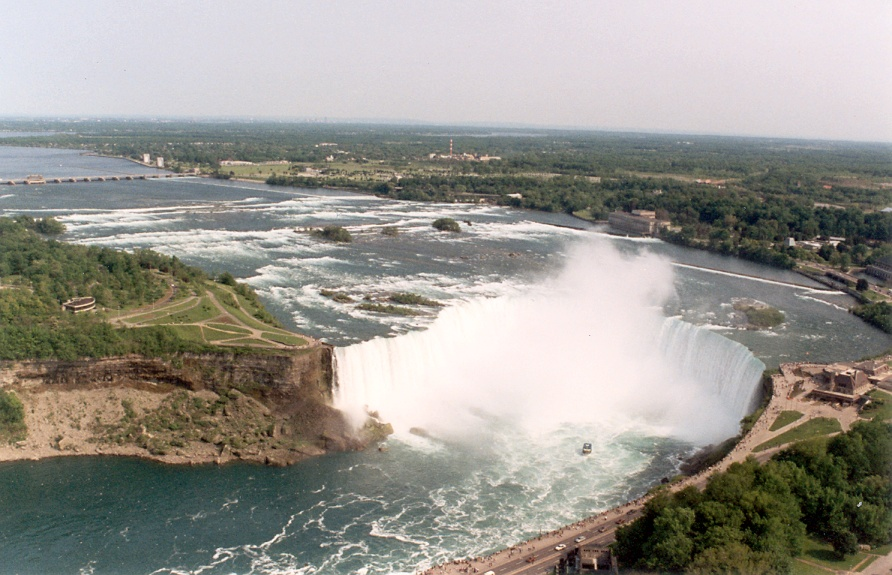
Cascate del Niagara
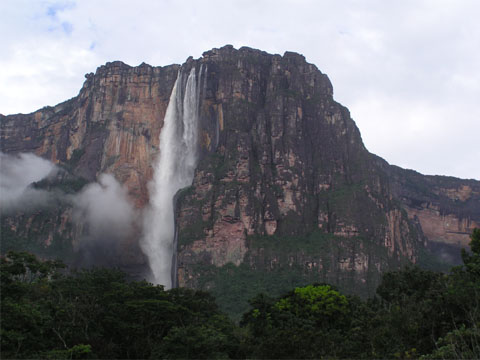
Il salto Angel in Venezuela
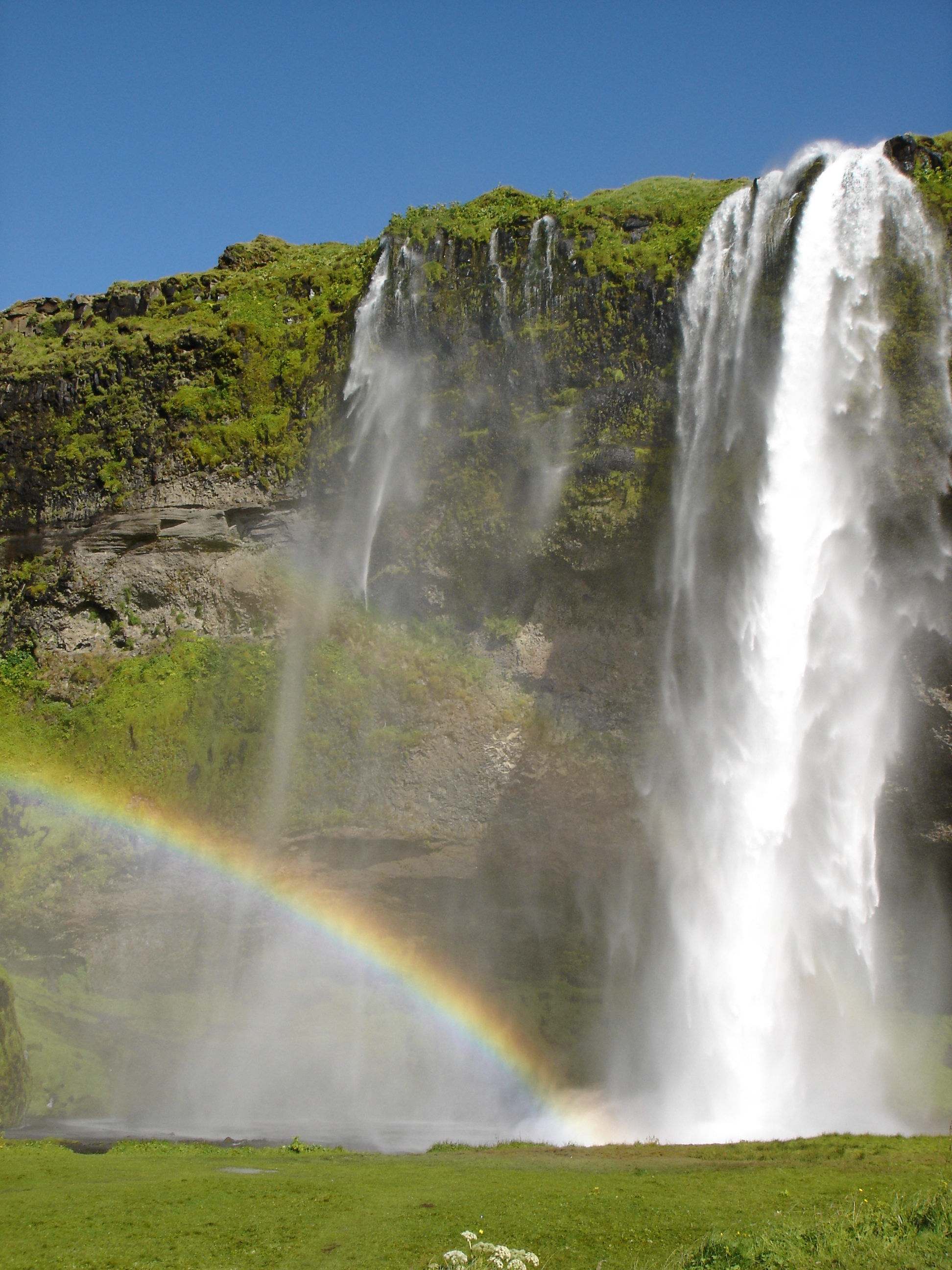
Seljalandsfoss in Islanda
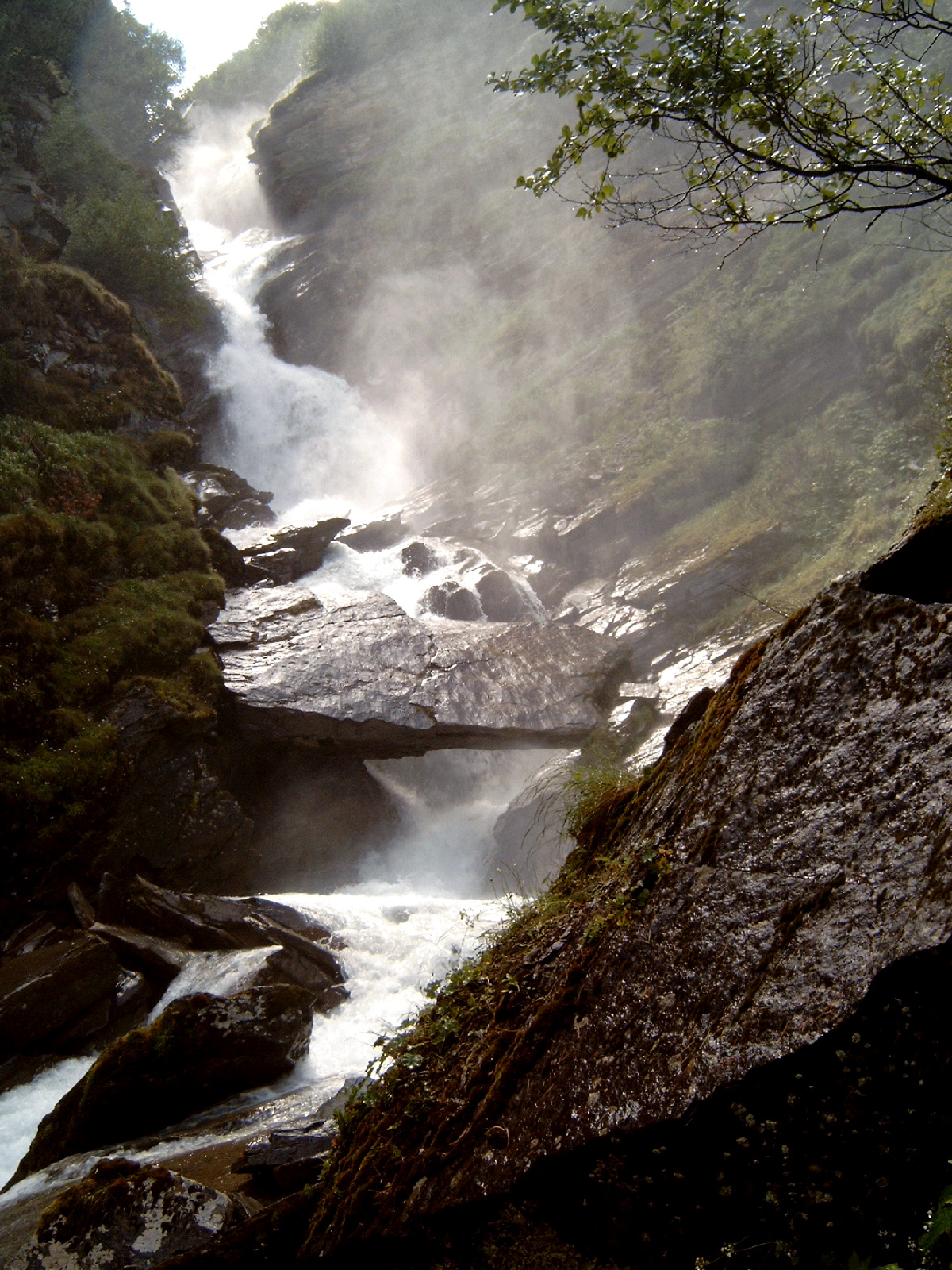
Cascata di montagna
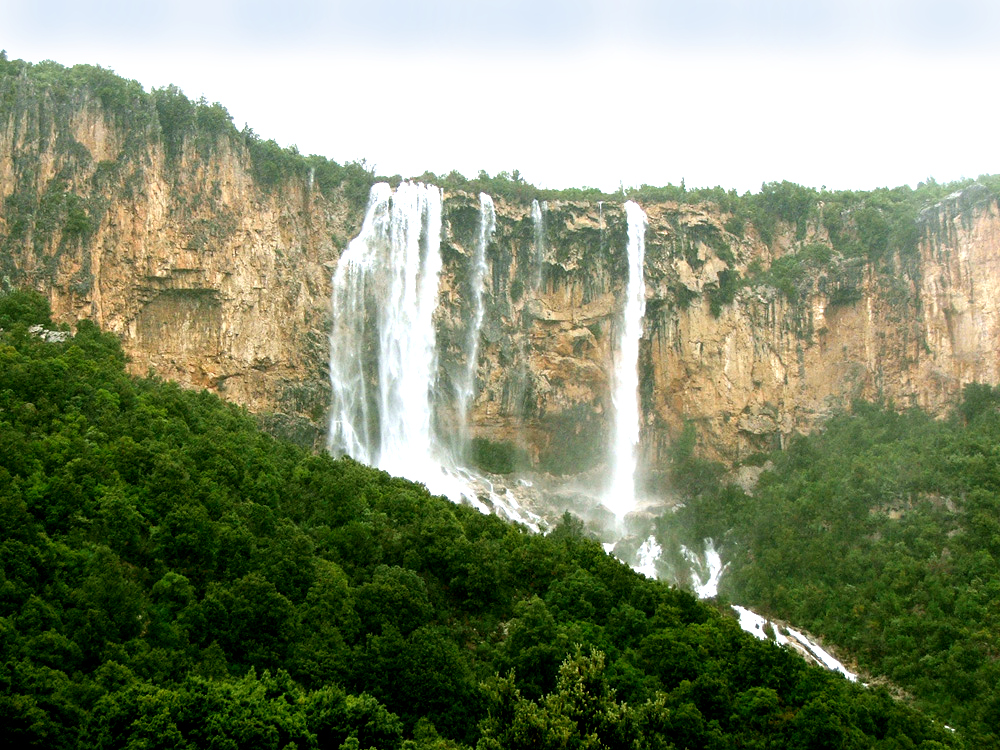
Cascate di Lequarci in Sardegna, Italia
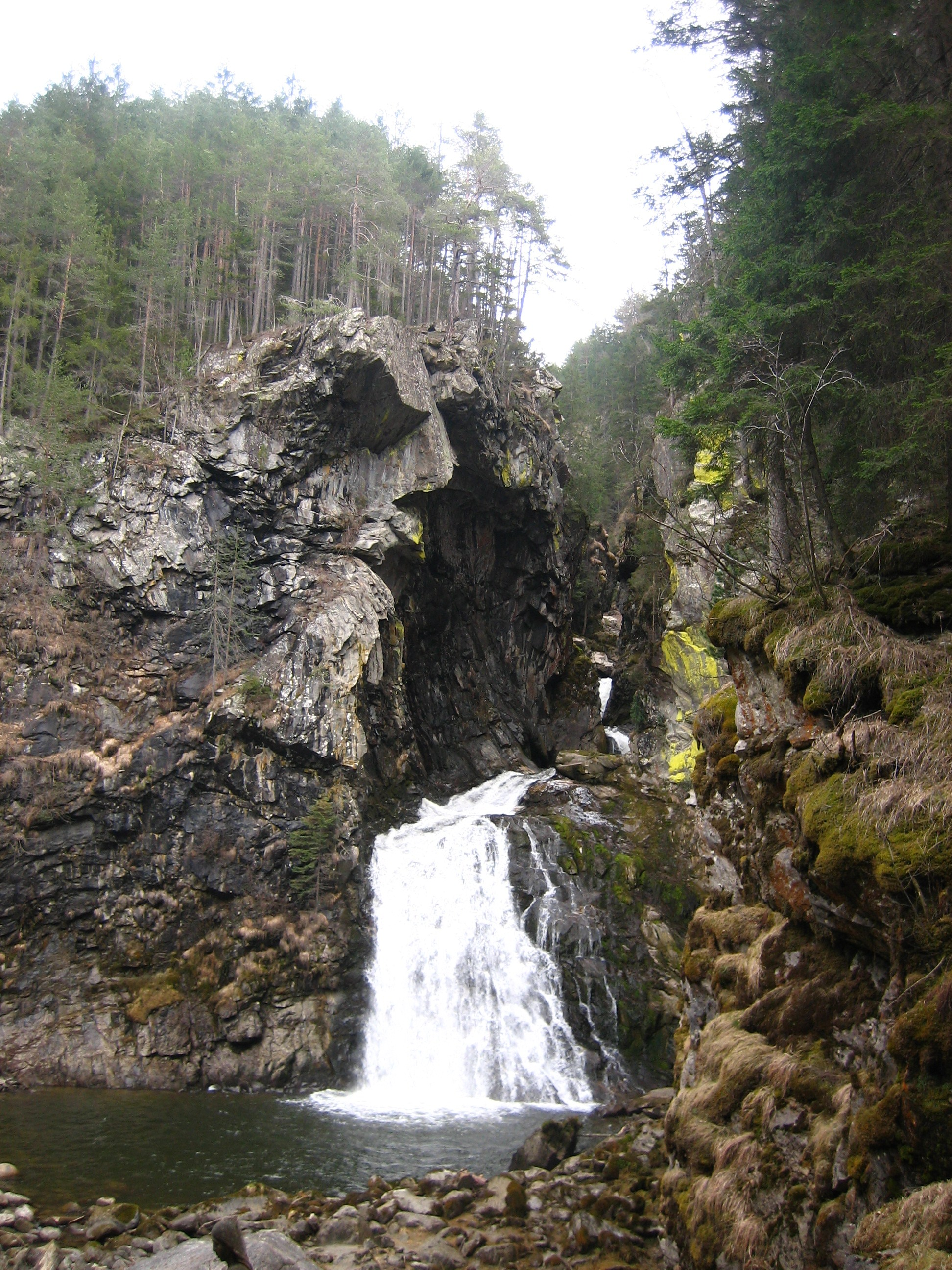
Cascata di Campo Tures
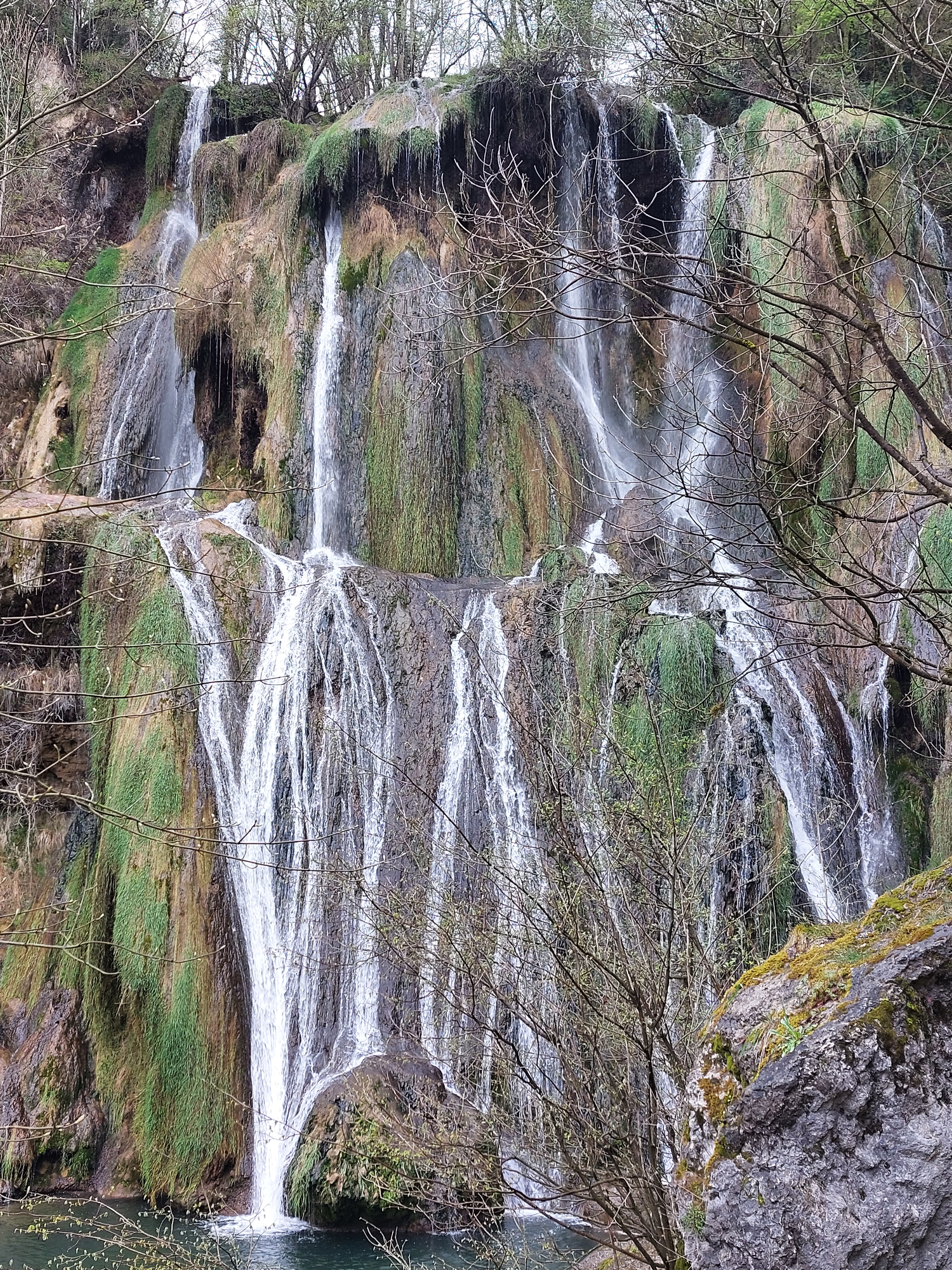
La Cascata di Glandieu, Francia